# Maceo (sátrapa)

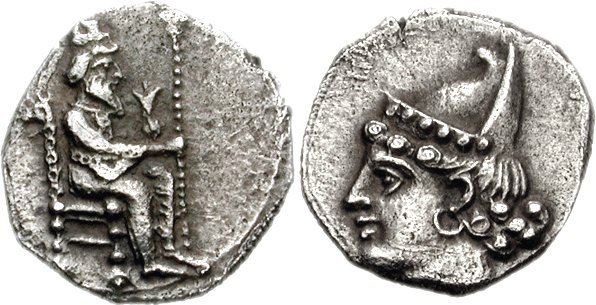
Moneda de Mazaios, con Artajerjes III y posiblemente Artajerjes IV como faraones

Maceo o Mazaeo (hacia el 385 a. C.-328 a. C.), noble persa que jugó un rol importante durante la conquista del imperio aqueménida por parte de Alejandro Magno. Sirvió como sátrapa de diversas regiones durante su vida.

## Contexto histórico
El primer cargo que se conoce de Maceo es el de sátrapa de Cilicia, puesto para el que fue nombrado hacia el 361 a. C. Monedas encontradas de la época demuestran que posteriormente se añadió a los territorios de Maceo la zona conocida como Abar naharâ (“al otro lado del río”, es decir, al oeste del Éufrates), que comprende las actuales Siria, Líbano e Israel. Como sátrapa luchó contra los fenicios de Sidón, quienes se habían rebelado con la ayuda del faraón egipcio Nectanebo II y con la de 4.000 mercenarios griegos bajo el mando de Mentor de Rodas.
Durante la época de reinado de Darío III, Maceo parece que fue promocionado. Abandonó Cilicia para hacerse cargo de la satrapía de Birît nârim (“entre los ríos”). Los griegos llamaban a este país Mesopotamia; junto con Siria, también era conocido a veces por Athurâ (Asiria). Maceo debió ser uno de los personajes más importantes de su época en el imperio persa. Fue prometido en matrimonio a una hija del rey llamada Barsine, también conocida por Estateira.

## La invasión de Alejandro
En el 334 a. C., el macedonio Alejandro Magno invadió el Asia Menor. Derrotó en el 333 a. C. en la Batalla de Isos a un gran ejército persa conquistando Siria, Líbano, Israel y Egipto durante el año siguiente. Mientras tanto, los persas reclutaban un nuevo ejército. Como Maceo no aparece mencionado por los historiadores de Alejandro en esos momentos se supone que, siendo sátrapa también ya de Babilonia, debía guardar las espaldas de Darío.
En el 331 a. C. Maceo comandó un pequeño contingente de caballería a Tápsaco, una fortaleza en el Éufrates. Aunque Alejandro pudo cruzar el río sin pérdidas, Maceo fue capaz de bloquear su ruta hacia Babilonia, provocando que el invasor tuviera que desviarse hacia el norte de Mesopotamia, hacia Asiria, donde Darío esperaba con un enorme ejército.
La decisiva Batalla de Gaugamela tuvo lugar el 1 de octubre de 331 a. C. y aunque Maceo luchó bravamente en el ala derecha persa, la huida de Darío provocó el colapso y la derrota de sus tropas. Los invasores pudieron dirigirse a Babilonia. Cuando Alejandro alcanzó Sippar, anunció que Babilonia no sería saqueada, tras lo cual Maceo rindió la ciudad. Alejandro entró en la espléndida capital del antiguo cercano Oriente en octubre.
Maceo se convirtió en consejero de Alejandro y en recompensa, éste le nombró sátrapa de Babilonia. Fue el primer persa en recibir tal honor en el imperio de Alejandro. Maceo debió hacer bien su trabajo porque en los años siguientes tuvo varios nombramientos. Probablemente jugó un papel importante después de Gaugamela convenciendo a sus compatriotas que era mejor unirse a los invasores que luchar contra ellos.
Maceo murió en el 328 a. C. Dejó al menos dos hijos, Ardu-Bêl y Vidarna, quienes tomaron parte en las campañas de Alejandro en el este. El mayor fue quien anunció a Alejandro que Darío había sido arrestado por Besos. Él y su hermano fueron destinados a una unidad de élite de caballería en el 324 a. C.
Su cargo fue sucedido por Estamenes.